# Andrónico Luksic Abaroa
Andrónico Luksic Abaroa (* 5. November 1926 in Antofagasta, Chile; † 22. August 2005 in Vitacura) war ein chilenischer Milliardär, kroatischer Abstammung. Seine Vorfahren stammen von der Insel Brač.

## Leben
Luksic ist der Enkel kroatischer Einwanderer in Chile, die vor dem Ersten Weltkrieg aus Kroatien flüchteten. Er hatte Rechtswissenschaft in Santiago und Paris studiert. Sein Aufstieg in den 1950er Jahren war eng mit der Firma Ford verbunden.
Er war der Patriarch der Luksic-Familie und von 1982 bis 2004 Vorstandsvorsitzender des Unternehmens Antofagasta plc, das hauptsächlich im Geschäft mit Kupferminen tätig war. 2004 hatte Luksic die Banco de Chile gekauft. Er hat auch Hotelanlagen in der Heimat seiner Familie an der kroatischen Küste entwickelt. Das Vermögen von Andrónico Luksic und seiner Familie wird auf vier Milliarden US-Dollar geschätzt. Das Ranking von Forbes Magazine führt ihn an Nummer 132.
Andrónico Luksic war in erster Ehe mit der Chilenin Elena Craig verheiratet (2 Kinder, davon eines der Geschäftsmann Andrónico Luksic Craig) und dann mit Iris Fontbona (3 Kinder).